# Vencel Házi
Vencel Házi (3 de setembro de 1925 - 22 de janeiro de 2007) foi um diplomata e político húngaro que serviu como Embaixador Húngaro na Grécia (credenciado no Chipre) de 1960 a 1964, no Reino Unido de 1970 a 1976 e como Embaixador Húngaro nos Estados Unidos entre 1983 e 1989. Também serviu como vice-ministro das Relações Internacionais duas vezes (1968–1970 e 1976–1983). 